# Битка на Дубравници
Битка на Дубравници је вођена 25. децембра 1381. године, на Божић, између османских пљачкашких одреда и снага крајишке властеле кнеза Лазара (1371—1389), војводе Црепа и Витомира. Окончана је српском победом и представља први већи сукоб између Срба и Османлија, после Маричке битке 1371. године, али и први напад на државу кнеза Лазара.
До сукоба је највероватније дошло услед покушаја Османлија да после пљачкања по Бугарској, упадну у Србију и наставе свој поход. Њихов продор су зауставили господар Петрушког крајишта војвода Цреп и властелин Витомир, чији су се поседи вероватно налазили негде у близини.
После овог сукоба, Османлије нису угрожавале Лазареву државу до 1386. године, када су њихове снаге предвођене султаном Муратом (1359—1389) заустављене у бици код Плочника, недалеко од Прокупља. У овом и каснијим сукобима, не помиње се војвода Цреп, док се Витомир у историјским изворима јавља искључиво у вези са битком на Дубравници.

## Супротстављене снаге

### Турска војска
По оскудним вестима о боју на Дубравници којима располажемо, радило се о турском пљачкашком упаду у Моравску Србију. Овакве нападе вршили су одреди акинџија (у дословном преводу - тркача), турске милиције (нередовне народне војске) на коњу. Акинџије су биле лака коњица наоружана сабљом и пројектилним оружјем (луком или џилитом), без оклопа. Уобичајена јачина акинџијских одреда на походу износила је од мање од 100 (такав поход називао се чета) до 1.000 коњаника (такав поход називао се акин - на турском трчање). Обзиром да је турски одред успешно сузбијен снагама локалних српских властелина-крајишника, мало је вероватно да се радило о већој турској војсци.

### Српска војска
По оскудним вестима којима располажемо, Цреп Вукославић и Витомир били су крајишка властела на источној граници Моравске Србије. Уз то, Цреп је био војвода и заповедник утврђеног града Петруса и околне жупе. Према томе, српске снаге у боју на Дубравници у најбољем случају чинила је војска једне жупе - локална властела на коњима и у оклопима, локални властелинчићи (ситни земљопоседници) већином опремљени као тешка пешадија, наоружани копљем, мачем и штитом (дакле, котово искључиво оружјем за блиску борбу), и већи број слабо наоружаних себара, који су, по Душановом законику, били дужни да чувају путеве, тврђаве и пограничне пределе (крајишта).
Број српске војске тешко је проценити. У боју на Косову кнез Лазар окупио је највише 15.000 ратника, а Вук Бранковић, најмоћнији српски великаш после њега, око 5.000. При томе, укупан број тешких коњаника - властеле и њихових пратилаца - није могао бити већи од неколико хиљада. Узевши у обзир ове бројеве, тешко је са сигурношћу проценити војну снагу једне жупе или двојице властелина крајишника, али једно је сигурно - она није могла бити велика. Ако претпоставимо да је Моравска Србија имала бар 20 жупа као што је био Петрус, Црепова војска могла је имати највише 700-800 ратника (100-200 коњаника и 500-600 властелинчића пешака), уз непознат број слабо наоружаних кметова, који нису имали другог оружја осим пољопривредних алатки (коса и секира) и малог броја ловачких лукова, које су сами правили. Ако је број жупа у Моравској Србији био већи, што је врло вероватно, број ратника једне жупе био је још мањи од тога.
Са друге стране, ако војвода Цреп и Витомир нису могли да подигну војску читаве жупе, пошто се радило о изненадном нападу турских акинџија, они су морали ући у бој само са својим сродницима, слугама и коњушарима (који су свакако били наоружани коњаници) и наоружаним кметовима. У том случају српска војска тешко да је била већа од неколико десетина коњаника и неколико стотина на брзину наоружаних кметова. У том случају, српска победа била је могућа само над врло малим одредом акинџија, или у случају успешне заседе или препада, за који је планинско земљиште у околини Петруса веома погодно - тешко проходни кланац Честобродица, који је у то време повезивао Србију и Бугарску, одакле је највероватније дошао турски одред, налази се у непосредној близини.

## У књижевности
Битка на Дубравници је важна тема у псеудоисторијској сатиричној драми Косово Миладина Шеварлића. Иако је битка у драми приказана као обична погранична чарка, и уз то изгубљена, Кнез Лазар сваке године свечано прославља измишљену победу на Дубравници, користећи је као пропагандно средство како би подигао морал својих поданика и убедио их у непобедивост српске војске. Када му се војвода Витомир, кога сви славе као јунака са Дубравнице, супротстави и покуша да га убеди да објави народу праву истину о турској моћи и српској слабости, Лазар га проглашава за издајника и осуђује на смрт непосредно пре боја на Косову.